# Fatafeat
Fatafeat (em árabe: فتافيت), é um canal de televisão de comida e estilo de vida do Oriente Médio, parte da Takhayal Entertainment, que faz parte da Warner Bros. Discovery.
Em 1 de abril de 2016, o Fatafeat parou de transmitir como um canal aberto e começou a ser criptografado no provedor de satélite beIN e ofertado nos pacotes "Top Entertainment" e "Complete".